# If I Rise
Pistes de Bande originale de 127 heures
"Festival"
(13)
If I Rise est une chanson d'A.R. Rahman et Dido créée spécialement pour le film de Danny Boyle, 127 heures.

## Genèse
En 2010, A.R. Rahman demande à Dido si elle est intéressée pour participer à la bande originale du prochain long-métrage de Danny Boyle, 127 heures qu'il produit en parallèle d'un autre morceau destiné au quatrième album de Dido.

« Je lui ai donné un coup de fil et demandé si elle était intéressée. Elle a vu le script, l'a lu et a immédiatement accepté »

— A.R. Rahman
If I Rise devait initialement n'être interprété que par Dido mais Danny Boyle a demandé à A.R. Rahman de l'accompagner pour représenter le côté masculin du film.
Le refrain est chanté par la chorale d'enfants The Gleehive incluant Jervis Dias, Kristen Fernandes, Alisha Pais, Jessica Dmello, Sherize Alveyn, Evania Cerejo, Jememia Fernandes et Aidan D'silvade et a été enregistré au studio Octavious de Bandra à Bombay.

## Clip vidéo
Dans 127 heures, If I Rise accompagne le point culminant du film. Une rumeur concernant le tournage d'un clip entre Dido et A.R Rahman fit suite quelques semaines après la sortie de la chanson sans toutefois préciser s'il concernait If I Rise ou un autre morceau. C'est Dido qui annonça le tournage imminent du clip dans une note sur son site officiel le 6 février 2011. Cette vidéo illustrant la chanson a été tournée dans un studio à Londres les 14 et 15 février. On peut y voir A.R. Rahman jouer de l'harpejji, l'instrument principal du titre. Des scènes du film sont également utilisées. La première a eu lieu sur le blog du site du journal américain Wall Street Journal le 17 février 2011.

## Récompenses
| Prix                                                   | Distinction |
| ------------------------------------------------------ | ----------- |
| Oscar de la meilleure chanson originale,               | Nomination  |
| Critics Choice Award de la meilleure chanson originale | Lauréat     |
| Denver Film Critics Society                            | Lauréat     |
| Houston Film Critics Society Awards                    | Nomination  |
| Las Vegas Film Critics Society Awards                  | Nomination  |
| Satellite Award de la meilleure chanson originale.     | Nomination  |

## Live
Dido étant enceinte, c'est Florence Welch qui a pris sa place pour interpréter le titre aux côtés d'A.R Rahman le 27 février sur la scène de la 83e cérémonie des Oscars.